# David Bull (artysta)
David Bull (ur. 1951) – kanadyjski grawer i drzeworytnik tworzący w stylu ukiyo-e. Kieruje studiem Mokuhankan w Asakusie, dzielnicy Tokio.

## Życiorys
Bull urodził się w Anglii w 1951. W wieku 5 lat przeprowadził się do Kanady. Technikę japońskiego drzeworytu poznał w 1980, pracując wówczas w sklepie muzycznym w Toronto. W wieku 28 lat, bez formalnego szkolenia, zaczął tworzyć w tym stylu.
W 1986 przeprowadził się do Tokio celem nauki o japońskiej technice drzeworytnictwa. Na życie zarabiał nauczając języka angielskiego. W 1989 rozpoczął dziesięcioletni projekt, odtwarzając 100 obrazów autorstwa Shunshō Katsukawy ze zbioru wierszy japońskich Ogura hyakunin-isshu.
W 2014 otworzył studio Mokuhankan w Asakusie, Tokio, gdzie we współpracy z malarzami i drzeworytnikami przedrukowuje stare drzeworyty z okresu Edo oraz tworzy oryginalne ukiyo-e.